# صناعة السيارات في الجزائر
صناعة السيارات والشاحنات والحافلات والجرارات الفلاحية في الجزائر، يوجد في الجزائر عبر عدة ولايات العديد من مصانع السيارات والشاحنات والحافلات والجرارات الفلاحية من العلامات العالمية، من بين العلامة المصنعة في الجزائر من فئة السيارات السياحية والنفعية  يتم بـ ولاية غليزان  تصنيع علامات فولكس فاجن ، وعلامة سيات سيات  وعلامة سكودا (Skoda)
و بـ ولاية تيارت علامة مرسيدس بنز الجزائر (Mercedes-Benz)،  وعلامة هيونداي (Hyundai)، و  بـ ولاية باتنة علامة كيا (KIA)  و بـ ولاية وهران علامة رينو (Renault) ومصنع بيجو الجزائر و بـ ولاية سعيدة علامة  سوزوكي  (Suzuki)، و بـ ولاية البويرة علامة إيفيكو (IVECO)...
أما العلامات المصنعة للشاحنات والحافلات نجد من بينهم علامة سانفي الشركة الوطنية للعربات الصناعية الجزائرية وعلامة مرسيدس بنز الجزائر تروكس (Mercedes-Benz Trucks) الألمانية، و رينو تروكس (Renault Trucks) الفرنسية، وفولفو (Volvo Trucks) السويدية، وفوسو ميتسوبيشي (Mitsubishi Fuso) اليابانية، وسكانيا (SCANIA) السويدية، وهيونداي تروكس (HYUNDAI Truck) الكورية،  و طاطا-دايو (Tata Daewoo) الكورية، وجاك متورز (JAC Motors) الصينية، وفوتون (Foton) الصينية.
فما يخص صناعة الجرارات الفلاحية نجد العلامة الجزائرية سيرتا (Cirta) بولاية قسنطينة وماسي فركيسون (Massey Ferguson) الأمريكية بنفس الولاية، ودوتز فيهر (Deutz-Fahr) بولاية تلمسان،  وسوناليكا (Sonalika) بولاية سيدي بالعباس،  ولنديني (Landini) بولاية الطارف، ماهيندرا Mahindra Tractors بولاية تيزي وزو .

## صناعة السيارات والشاحنات والحافلات

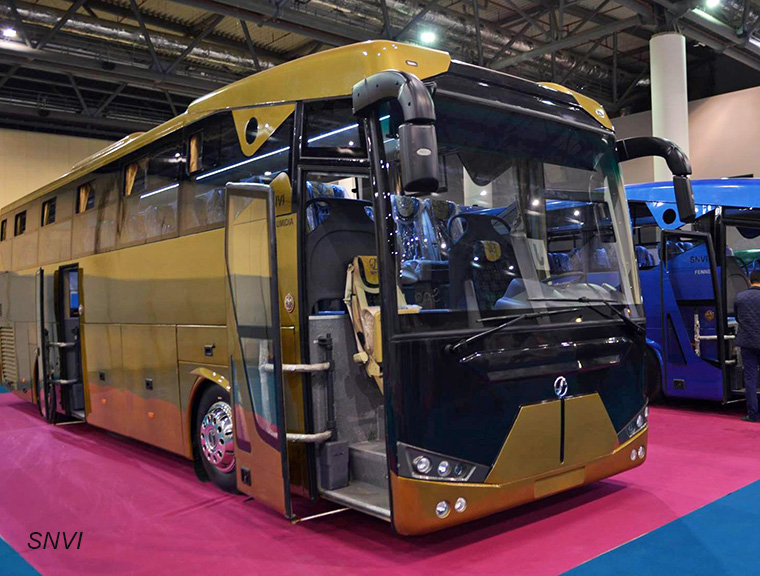
الحافلة الجزائرية 100% الشركة الوطنية للعربات الصناعية

| العلامات المصنعة                     | عدد انواع المصنعة | الفئات المصنعة      | القدرة الانتاجية سنويا | موقع المصنع      |
| ------------------------------------ | ----------------- | ------------------- | ---------------------- | ---------------- |
| فولكس فاغن Volkswagen                | 3                 | سياحية              | 000 150 سيارة          | ولاية غليزان     |
| رينو Renault                         | 3                 | سياحية              | 000 150 سيارة          | ولاية وهران      |
| هيونداي Hyundai                      | 6                 | سياحية              | 000 120 سيارة          | ولاية تيارت      |
| بيجو Peugeot                         | 4                 | سياحية              | 000 120 سيارة          | ولاية وهران      |
| كيا KIA                              | 4                 | سياحية              | 000 100 سيارة          | ولاية باتنة      |
| سوزوكي Suzuki                        | 2                 | سياحية              | 000 100 سيارة          | ولاية سعيدة      |
| JAC Motors                           | 7                 | السيارات و الشاحنات | 000 100 وحدة           | ولاية عين تموشنت |
| سيات Seat                            | 3                 | سياحية              | 000 60 سيارة           | ولاية غليزان     |
| سكودا Skoda                          | 2                 | سياحية              | 000 45 سيارة           | ولاية غليزان     |
| فوتون FOTON                          | 4                 | السيارات والشاحنات  | 000 50 وحدة            | ولاية عنابة      |
| Hyundai Truck                        | 4                 | الشاحنات والحافلات  | 000 20 وحدة            | ولاية باتنة      |
| Mercedes-Benz Trucks                 | 6                 | الشاحنات والحافلات  | 000 15 وحدة            | ولاية الجزائر    |
| إيفيكو IVECO                         | 4                 | نفعية وشاحنات       | 000 15 وحدة            | ولاية البويرة    |
| مرسيدس-بنز Mercedes-Benz             | 2                 | سياحية ونفعية       | 000 8 سيارة            | ولاية تيارت      |
| الشركة الوطنية للعربات الصناعية SNVI | 6                 | الشاحنات والحافلات  | 500 6 وحدة             | ولاية الجزائر    |
| Renault-Volvo Trucks                 | 3                 | الشاحنات            | 000 5 شاحنة            | ولاية البليدة    |
| Mitsubishi Fuso                      | 4                 | الشاحنات            | 500 2 شاحنة            | ولاية الجزائر    |
| SCANIA                               | 4                 | الشاحنات            | 000 2 شاحنة            | ولاية معسكر      |
| دايو (شركة) Daewoo                   | 4                 | الشاحنات            | 500 1 شاحنة            | ولاية الجزائر    |
| Astra SpA                            | 3                 | الشاحنات            | 500                    | ولاية الجزائر    |

## صناعة الجرارات الفلاحية
| العلامات المصنعة             | الفئات المصنعة | القدرة الانتاجية سنويا | موقع المصنع       |
| ---------------------------- | -------------- | ---------------------- | ----------------- |
| سيرتا Cirta                  | جرارات فلاحية  | 000 6 جرار             | ولاية قسنطينة     |
| ماسي فركيسون Massey Ferguson | جرارات فلاحية  | 000 5 جرار             | ولاية قسنطينة     |
| دوتز فيهر Deutz-Fahr         | جرارات فلاحية  | 000 5 جرار             | ولاية تلمسان      |
| سوناليكا Sonalika            | جرارات فلاحية  | 000 6 جرار             | ولاية سيدي بلعباس |
| لنديني Landini               | جرارات فلاحية  | 000 3 جرار             | ولاية الطارف      |
| ماهيندرا Mahindra Tractors   | جرارات فلاحية  | 000 3 جرار             | ولاية تيزي وزو    |

## وصلات خارجية
- الموقع الرسمي لوزارة التجارة